# مانداخناران گانزوریگ
مانداخناران گانزوریگ (مغولی: Ганзоригийн Мандахнаран؛ زادهٔ ۱۱ مهٔ ۱۹۸۶) یک کشتی‌گیر اهل مغولستان است. از افتخارات وی می‌توان به کسب دو مدال برنز کشتی آزاد وزن ۶۶ کیلو ۲۰۱۳ بوداپست و ۶۵ کیلو ۲۰۱۵ لاس وگاس اشاره کرد.
او در المپیک ۲۰۱۶ ریو در وزن ۶۵ کیلو حاضر بود که در دور اول و دوم یوگشوار دات از هند و کاتای ییرلانبیک از چین را شکست داد اما در دور بعد از سوسلان رامونوف کشتی‌گیر روسی شکست خورد و با توجه به حضور این کشتی‌گیر در فینال، به دیدار شانس مجدد رفت. او در اولین مسابقه شانس مجدد هایسلان گارسیا از کانادا را شکست داد و به دیدار رده‌بندی راه یافت. وی در دیدار رده‌بندی به اختیار نوروزف کشتی‌گیر ازبکیی باخت و پنجم شد.<